# Labyrinth Zone
Ne doit pas être confondu avec Sonic Labyrinth.
Labyrinth Zone est un niveau du premier jeu de la franchise Sonic the Hedgehog, simplement intitulé Sonic the Hedgehog, sorti en 1991. Il s'agit de l'une des zones les plus emblématiques de cette série de jeux vidéo.

## Définition de zone
Le nom « zone » désigne, dès les premiers jeux de Sonic the Hedgehog, un environnement, souvent riche en plate-formes, sans que cette présence n'en devienne excessive pour autant. Ce milieu est visitable au cours de la partie et équivaut alors à un niveau du jeu vidéo. Généralement, chaque zone se subdivise en un nombre variable d'actes, en fonction du jeu, et sa traversée se conclut par un combat face à un boss,,.
Pour ce qui est de la relation entre nombre de niveaux (actes) et nombre de zones, Sonic 1 se distingue de ses successeurs. En effet, chaque zone inclut trois actes dans ce premier jeu, tandis que dans les jeux qui sortent ensuite les zones respectives ne se partagent chacune qu'en deux actes,.

## Concept et création
Labyrinth Zone doit initialement être la deuxième zone parcourue par le joueur dans Sonic 1. Elle est cependant située finalement au milieu du jeu, notamment du fait de la difficulté des traversées. En effet, les développeurs du jeu cherchent à proposer une difficulté croissante tout au long du jeu, et Labyrinth Zone est trop complexe pour être traversée vers le début.

## Adaptations
Un DLC du jeu vidéo Minecraft, sorti en 2009, propose d'incarner le personnage de Sonic, avec l'apparence caractéristique de Minecraft. En avril 2022, sont annoncés des ajouts parmi lesquels Labyrinth Zone, qui s'ajoute aux zones déjà accessibles, telles Green Hill Zone ou encore Chemical Plant Zone. Le joueur peut dès lors parcourir Labyrinth Zone et y chercher à récupérer l'Émeraude mère[réf. nécessaire].
L'arrière-plan de l'une des images promotionnelles du film de 2022 intitulé Sonic 2, le film évoque Labyrinth Zone de Sonic 1,,.

## Accueil
Selon Benjamin Benoît, Labyrinth Zone est, dans Sonic 1, un « cap de difficulté extrêmement discriminant qui filtrera un pourcentage de parties et de joueurs ». Cette fonction particulière explique le fait que la notion de vitesse caractéristique au jeu disparaît dans Labyrinth Zone, un labyrinthe inondé difficile à parcourir en comparaison avec les autres niveaux du jeu. Benjamin Benoît ajoute par ailleurs que cette zone se démarque du fait de son absence de réel boss, et que « le level design sadique constitue le boss ».
Cependant, selon Tony Mott, Labyrinth Zone est une zone peu intéressante à parcourir du fait de la lenteur du déplacement et de l'impossibilité de parcourir les niveaux avec la vitesse qui habituellement caractérise Sonic et en est l'un des principaux atouts dans les jeux.